# Verrue

Verrue este o comună în departamentul Vienne, Franța. În 2009 avea o populație de 367 de locuitori.